# Aleksandr Golicyn (minister)
Aleksandr Nikołajewicz Golicyn (ros. Александр Николаевич Голицын; ur. 8 grudnia?/19 grudnia 1773 w Moskwie, zm. 22 listopada?/4 grudnia 1844 w Hasprze) – rosyjski działacz państwowy, w latach 1817–1824 minister oświaty i spraw duchownych.
Arystokrata z pochodzenia. Wychowany w duchu kultury francuskiej, w młodości był miłośnikiem kultury oświeceniowej. Wtedy też poznał wielkich książąt Aleksandra i Konstantego Romanowów, co sprawiło, że w przyszłości zyskał protekcję Aleksandra I, gdy ten został cesarzem Rosji. W 1802 władca ten mianował go oberprokuratorem Senatu, zaś po roku – oberprokuratorem Świątobliwego Synodu Rządzącego. W czasie pełnienia tego urzędu Golicyn po raz pierwszy w życiu przeczytał cały Nowy Testament, co wywołało głęboką przemianę w jego światopoglądzie. Wstrząśnięty treścią nauczania Chrystusa, doszedł równocześnie do wniosku, że jego prawdziwego ducha zachowało nie prawosławie, lecz niewielkie wyznania protestanckie, przede wszystkim pietyści. Nawiązał kontakt ze wspólnotą braci morawskich w Sarepcie i stał się orędownikiem „chrześcijaństwa wewnętrznego”, międzywyznaniowego, opartego wyłącznie na Biblii.
W 1817 złożył rezygnację ze stanowiska oberprokuratora. Następnie wszedł w skład Rady Stanu, gdzie odpowiadał za wyznania zagraniczne (tj. nieprawosławne). Miał ogromny wpływ na Aleksandra I, którego przekonał do regularnej lektury Biblii i w znacznej mierze przyczynił się do przemiany światopoglądowej samego władcy; zaczął on bowiem interpretować wszystkie bieżące wydarzenia w kategoriach religijnych. Golicyn zorganizował również w swojej rezydencji międzywyznaniową kaplicę, w której odbywały się spotkania połączone z modlitwą i lekturą fragmentów Biblii; monarcha stał się ich regularnym uczestnikiem. Również dzięki staraniom Golicyna w 1813 w Rosji zaczęło działać Towarzystwo Biblijne, którego był prezesem. Organizacja ta utrzymywała bliskie kontakty z analogicznym stowarzyszeniem w Londynie. Z inicjatywy Golicyna rozszerzony został pierwotnie zakładany zakres działalności organizacji, która miała nie tylko wydawać Biblię w językach obcych, ale i opublikować ją w języku rosyjskim. W całej Rosji zaczęły powstawać oddziały Towarzystwa.
W 1817 Golicyn został ministrem spraw duchownych i oświaty. Wierząc, że Biblia przekazuje ludziom całą konieczną wiedzę, protegował w podległym mu resorcie skrajnych konserwatystów, m.in. pod jego opieką Michaił Magnicki przeprowadził reformę Uniwersytetu Kazańskiego, usuwając z niego wszelkie wpływy oświeceniowe. Golicyn sprowadzał z zagranicy działaczy oddziałów Towarzystwa Biblijnego, którzy mieli pod jego kierunkiem tworzyć nowy system oświaty, oparty na nauczaniu prostych ludzi „przez Ducha Świętego”. Za jego wiedzą i z jego pomocą do Petersburga przybył kaznodzieja związany ze skopcami, Sieliwanow; przez dłuższy czas prowadził on w mieście działalność misyjną, zamieszkując w lokalu udostępnionym mu przez ministra.
Aleksandr Golicyn nieoczekiwanie popadł w niełaskę cesarza w 1824, razem z jego upadkiem wpływy stracili także działający w Rosji, z jego protekcji, zagraniczni (głównie niemieccy) mistycy protestanccy i zwolennicy międzywyznaniowego chrześcijaństwa. Ministra oskarżono o niedostateczną pobożność. Do jego upadku przyczynił się, mający coraz większy wpływ na cesarza, Aleksiej Arakczejew.